# Frauenmuseum
Le Frauenmuseum de Bonn est le premier musée d'art contemporain consacré aux artistes femmes. Il est ouvert depuis le 2 mai 1981.  

## Fondation
Il est fondé par la directrice Marianne Pitzen et un collectif de femmes interdisciplinaires travaillant dans la vieille ville de Bonn. Il s'agit du premier musée consacré aux artistes femmes au monde. L'institution de renommée internationale a depuis exposé plus de 500 expositions et organisé de nombreux programmes.

## Objectifs et programme d'exposition
Le Frauenmuseum de Bonn promeut les réalisations d'artistes femmes dans le but de les inscrire dans l'histoire de l'art. Les expositions mettent en avant des œuvres d’artistes contemporaines, tant de la scène internationale que d'Allemagne.
De nombreuses femmes artistes exposées à la Frauenmuseum ont pu s'établir ensuite sur le marché international de l’art.  Pour les grandes expositions thématiques, artistes et femmes travaillent ensemble.  Dans le contexte de l'art expérimental contemporain ou dans le programme d'événements pour expositions individuelles qui l'accompagne, l'histoire des femmes est souvent révisée et présentée différemment.
Le musée gère ses propres fonds avec des œuvres de Käthe Kollwitz, Ulrike Rosenbach, Katharina Sieverding, Valie Export, Maria Lassnig, Ewa Partum, Heide Pawelzik et Irene Kulnig ainsi que des prêts permanents de ER Nele, Linda Cunnigham, Tina Wedel et Yoko Ono. Il possède également une bibliothèque contenant des archives sur les femmes dans l'art, l'histoire et la politique, les thèmes féministes, les politiques culturelles, l'art des XXe et XXIe siècles, l'art concret et constructiviste, l'architecture et le design. 
L’académie du Frauenmuseum s’adresse avant tout aux  artistes femmes par des événements et des conseils. L'art produit par des artistes femmes, le féminisme, les droits des femmes sont également des sujets de recherche. Le travail du Frauenmuseum de Bonn sert de modèle pour les autres Frauenmuseum (musées voués aux artistes femmes) à Berlin, Furth, Wiesbaden et Merano.

## Programmation

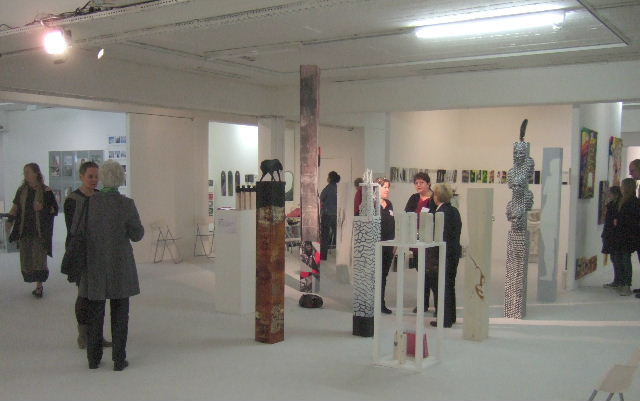
Salon des artistes femmes 2009

- Expositions dans la galerie du musée des femmes
- Musée des femmes Haus Berlin, attachée à la galerie municipale Berlin-Wilmersdorf-Charlottenburg
- Prix Gabriele Münter pour les artistes des beaux-arts
- Verlag FrauenMuseum
- Salons d'art et de design
- Exposition permanente sur les ruines de la Gertrudiskapelle dans le Rhin [2],[3]
- Mémorial pour les victimes de la campagne de bombardement à Bonn lors des fouilles dans le quartier du Rhin 2010/11 [4]